# Wietse van Alten
Wietse Cornelis van Alten (Zaandam, 24 september 1978) is een Nederlands boogschutter. Hij nam tweemaal aan de Olympische Spelen en won hierbij in totaal één bronzen medaille. 
Van Alten begon op zevenjarige leeftijd met boogschieten. Toen hij negen was, deed hij mee in het nationale jeugdteam en met elf jaar kwam hij uit in zijn eerste internationale wedstrijd. Van Alten schoot met een recurveboog. Hij behaalde veel nationale en internationale titels.  
Bij de Olympische Spelen van 2000 in Sydney verloor hij in de halve finale met 112-110 van Simon Fairweather uit Australië. In de volgende ronde won hij met 114-109 van de Zweed Magnus Petersson en behaalde daarmee de bronzen medaille. Op de Spelen van 2004 in Athene viel Van Alten buiten de prijzen. Het Nederlands Handboogteam, waarin hij met Ron van der Hoff en Pieter Custers schoot, behaalde dat jaar de 5e plaats. Op het EK outdoor 2008 won het team de bronzen medaille.
Van Alten wist zich niet te kwalificeren voor de Olympische Spelen van 2008. Vier jaar later, bij de Olympische Spelen van 2012, trad hij op als bondscoach van de Nederlandse equipe, die uit één schutter bestond: Rick van der Ven. Hij eindigde op een verdienstelijke vierde plaats in de eindrangschikking.